# العملة الأمريكية المبكرة

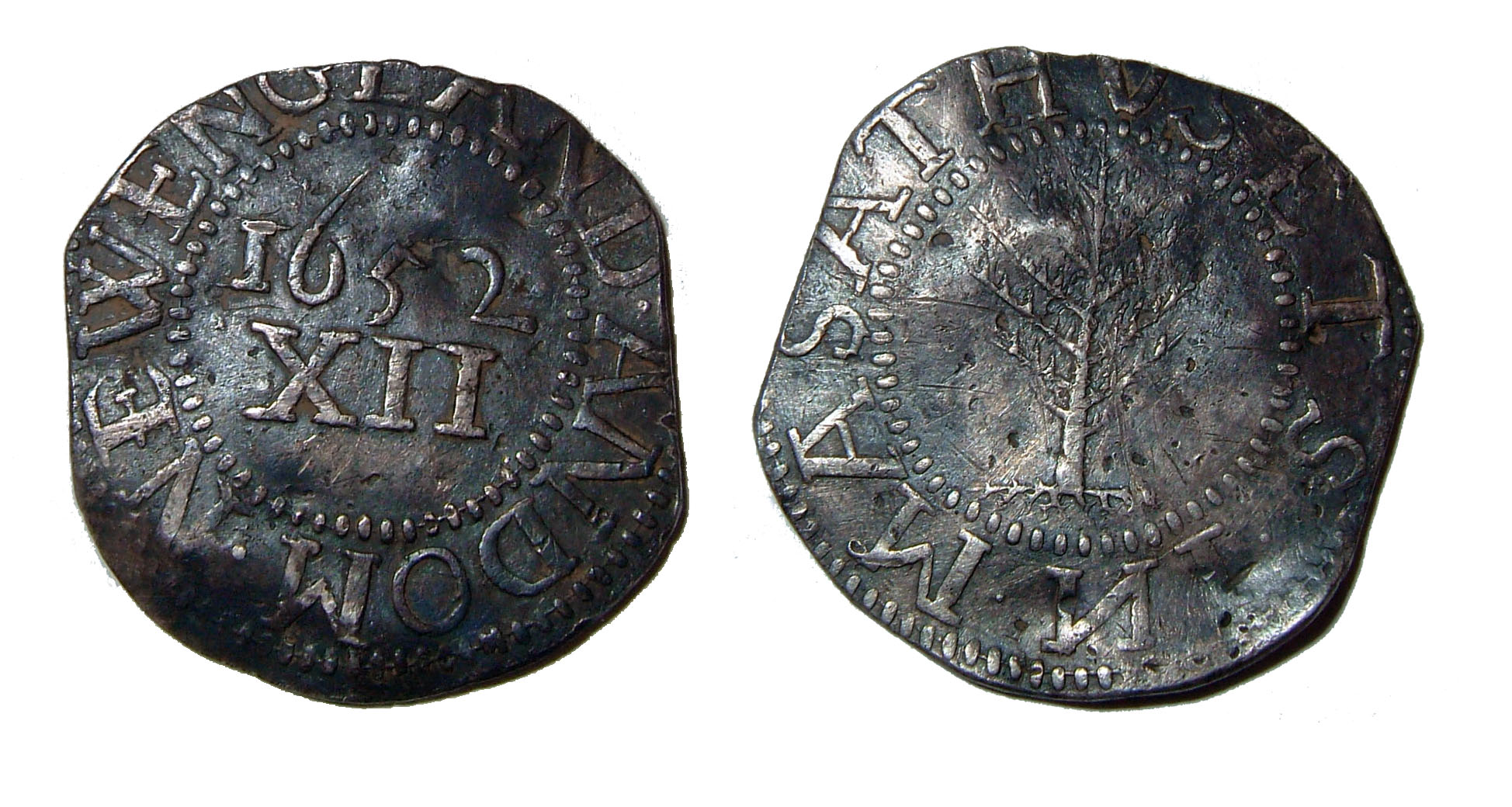
شلن شجرة الصنوبر 1652

مرت العملة الأمريكية المبكرة بمراحل عديدة من التطور خلال التأريخ الاستعماري وما بعد الثورة الأمريكية. فوض جون هول من قِبل الهيئة التشريعية في ولاية ماساتشوستس لصنع أقدم عملة معدنية للمستعمرة (شلن الصفصاف، البلوط، وشلن شجرة الصنوبر) في عام 1652.
نظرًا لقلة العملات المعدنية التي سُكت في المستعمرات الثلاثة عشر، والتي أصبحت فيما بعد المستعمرات المتحدة ثم الولايات المتحدة، تداول العملات الأجنبية مثل الدولار الإسباني على نطاق واسع. أصدرت الحكومات الاستعمارية، في بعض الأحيان، نقودًا ورقية لتسهيل الأنشطة الاقتصادية. أقر برلمان بريطانيا العظمى قوانين العملة في أعوام 1751، 1764، و1773 لتنظيم العملة الورقية الاستعمارية.
خلال الحرب الثورية الأمريكية، أصبحت المستعمرات ولايات مستقلة. وبعد أن أصبحت الولايات غير خاضعة للوائح النقدية التي يفرضها البرلمان البريطاني، بدأت في إصدار النقود الورقية لدفع النفقات العسكرية. كما أصدر الكونغرس القاري أيضًا أموالًا ورقية أثناء الثورة- والمعروفة بالعملة القارية- لتمويل المجهود الحربي. إن الطباعة غير المنضبطة للأموال الورقية من قِبل حكومات الولايات والحكومات القارية، التي كانت مدفوعة بمتطلبات الحرب، أدت إلى التضخم الجامح وعبارة "لا تساوي قيمة قارية"، حيث فقدت العملة قيمتها بسرعة. وبحلول نهاية الحرب، أصبحت هذه الأوراق النقدية عديمة القيمة فعليا. بالإضافة إلى ذلك، ساهمت فرق التزوير البريطانية في انخفاض القيمة بشكل أكبر. وبحلول نهايتها، لم يقبض إلا على عدد قليل من المزورين وإعدامهم استباقيًا بتهمة ارتكاب الجريمة. أدى فشل العملة القارية إلى تسليط الضوء على مخاطر النقود الورقية، مما دفع الولايات المتحدة إلى اعتماد معيار ثنائي المعدن من الذهب والفضة بموجب قانون العملة لعام 1792 لضمان نظام نقدي مستقر وموثوق به.

## العملة الاستعمارية

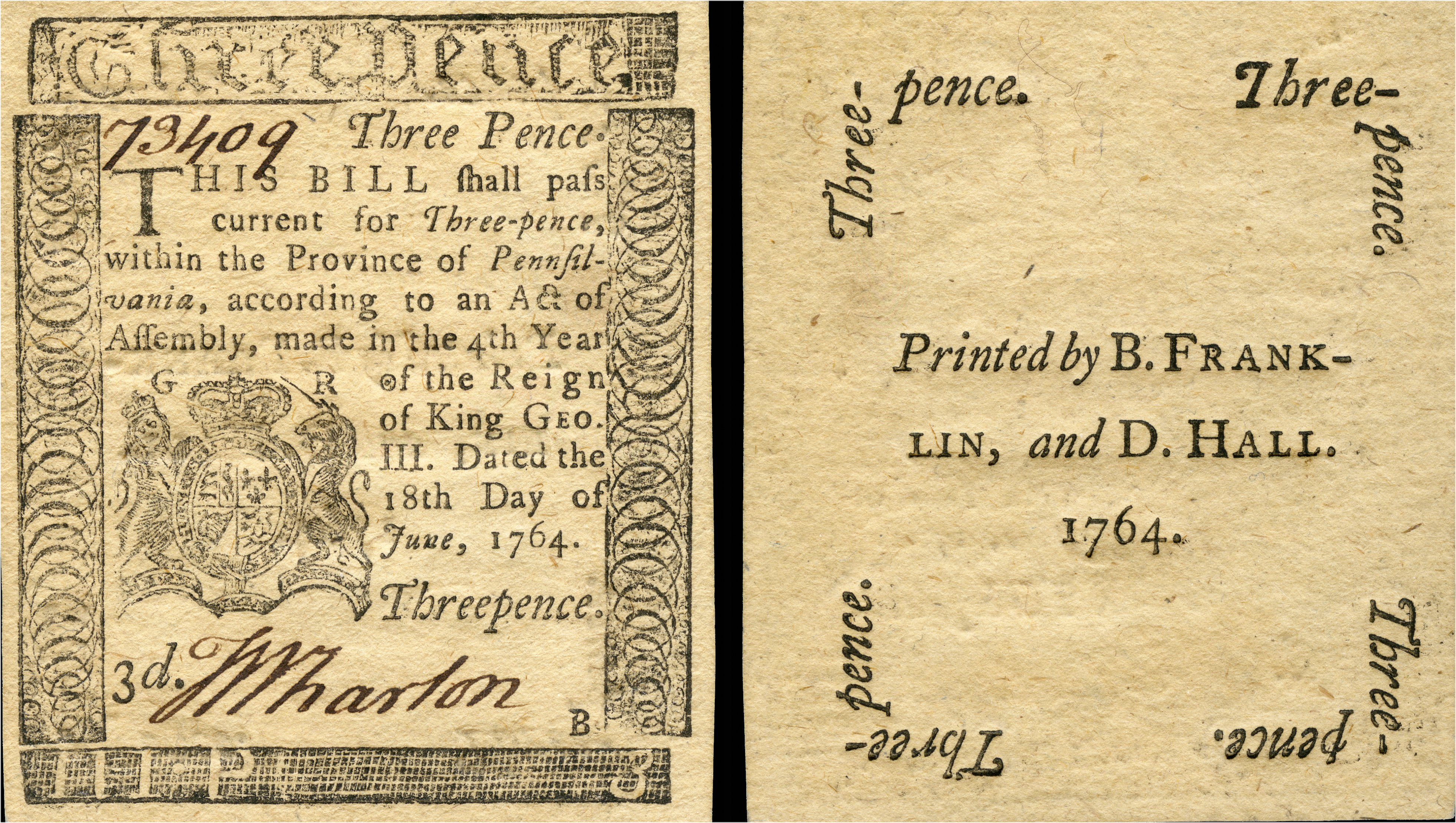
الوجه والظهر لعملة ورقية بقيمة ثلاثة بنسات أصدرتها مقاطعة بنسلفانيا وطبعها بنجامين فرانكلين وديفيد هول في عام 1764.

كان هناك ثلاثة أنواع عامة من النقود في مستعمرات أمريكا البريطانية: النقود المعدنية، النقود الورقية المطبوعة، ونقود السلع التجارية القائمة على التجارة. استخدمت النقود السلعية عندما كان النقد (العملات المعدنية والورقية) نادرًا. كانت السلع مثل التبغ، جلود القندس، والوامبوم بمثابة أموال في أوقات مختلفة في العديد من المواقع.
كان النقد في المستعمرات مقومًا بالجنيه الإسترليني، الشلن، والبنسات. تختلف قيمة كل فئة من مستعمرة إلى أخرى؛ على سبيل المثال، لم يكن جنيه ماساتشوستس معادلاً لجنيه بنسلفانيا. كانت جميع الجنيهات الاستعمارية ذات قيمة أقل من الجنيه الإسترليني البريطاني. كانت العملات المعدنية المتداولة خلال الحقبة الاستعمارية، في أغلب الأحيان، من أصل إسباني وبرتغالي. طوال معظم القرنين السابع عشر والثامن عشر، كان الدولار الإسباني أحد العملات القليلة المقبولة على نطاق واسع من قِبل الشعب، مما أدى إلى استخدامه كعملة مؤقتة للمستعمرين. أدى انتشار الدولار الإسباني في جميع المستعمرات إلى أن تكون أموال الولايات المتحدة مقومة بالدولار، وليس بالجنيه الإسترليني.
بدأت المستعمرات، واحدة تلو الأخرى، في إصدار نقود ورقية خاصة بها لتكون بمثابة وسيلة ملائمة للتبادل. في 10 ديسمبر 1690، أنشأت مقاطعة خليج ماساتشوستس "أول عملة ورقية مصرح بها أصدرتها أي حكومة في العالم الغربي". صدرت هذه العملة الورقية لدفع تكاليف الحملة العسكرية أثناء حرب الملك ويليام. وتبعت مستعمرات أخرى مثال خليج ماساتشوستس بإصدار عملتها الورقية الخاصة في الصراعات العسكرية اللاحقة.
يحمل أقدم فاتورة باقية تاريخ "3 فبراير 1690" وكانت بقيمة 20 شلن ماساتشوستس، أي ما يعادل جنيهًا إسترلينيًا واحدًا.
مع ذلك، عندما بدأت المستعمرات في طباعة أموالها الخاصة، سرعان ما ظهرت مشاكل اجتماعية واقتصادية مرتبطة بالموقع. كانت معظم هذه المخاوف ناجمة عن اختلاف قيمة الدولار بين المستعمرات، الأمر الذي أدى إلى إرباك أي معاملات بين المستعمرات. بحلول الوقت الذي قرر فيه البرلمان حظر طباعة النقود الورقية في المستعمرات، كان المزورون المستأجرون قادرين على استغلال عامة الناس، مما أدى إلى توسيع الفجوات بين الطبقات الاجتماعية والاقتصادية.
تُعرف الأوراق النقدية التي أصدرتها المستعمرات باسم " أوراق الائتمان". لم يكن من الممكن استبدال أوراق الائتمان بمبلغ ثابت من العملات الذهبية أو الفضية عند الطلب، لكن من الممكن استردادها في وقت محدد في المستقبل. كانت الحكومات الاستعمارية تصدر عادة سندات ائتمانية لسداد الديون. وبعد ذلك، تقوم الحكومات بسحب العملة من خلال قبول الفواتير لدفع الضرائب. عندما أصدرت الحكومات الاستعمارية عددًا كبيرًا جدًا من أوراق الائتمان أو فشلت في فرض الضرائب عليها وإخراجها من التداول، أدى ذلك إلى التضخم. حدث هذا بشكل خاص في نيو إنجلاند والمستعمرات الجنوبية، والتي، على عكس المستعمرات الوسطى، كانت في حالة حرب بشكل متكرر. لكن ولاية بنسلفانيا كانت مسؤولة عن عدم إصدار الكثير من العملة، مما قدم مثالاً لنظام نقدي ناجح تديره الحكومة. ظلت العملة الورقية في بنسلفانيا، التي كانت مؤمنة بالأرض، تحتفظ بقيمتها مقابل الذهب بشكل عام من عام 1723 حتى اندلاع الثورة في عام 1775.
ضر هذا الانخفاض في قيمة العملة الاستعمارية بالدائنين في بريطانيا العظمى عندما كان المستعمرون يدفعون ديونهم بأموال فقدت قيمتها. أقر البرلمان البريطاني عدة قوانين خاصة بالعملة لتنظيم العملة الورقية التي تصدرها المستعمرات. قانون العملة لعام 1751 قيد إصدار النقود الورقية في نيو إنجلاند. لقد سمح باستخدام الأوراق النقدية الموجودة كعملة قانونية للديون العامة (أي دفع الضرائب)، لكنه لم يسمح باستخدامها للديون الخاصة (على سبيل المثال لدفع التجار). في عام 1776، انتقد الخبير الاقتصادي الاسكتلندي آدم سميث سندات الائتمان الاستعمارية في كتابه الأكثر شهرة " ثروة الأمم".
أدى قانون آخر، وهو قانون العملة لعام 1764 ، إلى توسيع القيود لتشمل المستعمرات الواقعة جنوب نيو إنجلاند. على النقيض من القانون السابق، فإن هذا القانون لم يمنع المستعمرات المعنية من إصدار النقود الورقية، ولكنه منعها من تحديد عملتها كعطاء قانوني للديون العامة أو الخاصة. أدى هذا الحظر إلى خلق حالة من التوتر بين المستعمرات والوطن الأم، ويُنظر إليه أحيانًا على أنه عامل مساهم في اندلاع الثورة الأمريكية. بعد الكثير من الضغوط، عدل البرلمان القانون في عام 1773، مما يسمح للمستعمرات بإصدار العملة الورقية كعملة قانونية للديون العامة. وبعد فترة وجيزة، بدأت بعض المستعمرات مرة أخرى بإصدار النقود الورقية. عندما بدأت الحرب الثورية الأمريكية في عام 1775، أصدرت جميع المستعمرات المتمردة، وسرعان ما أصبحت ولايات مستقلة، أموالاً ورقية لدفع النفقات العسكرية.

### مجموعة العملات الاستعمارية الأمريكية المكونة من ثلاثة عشر مستعمرة
مجموعة العملات الاستعمارية الثلاثة عشر الموضحة أدناه هي من المجموعة الوطنية للعملات المعدنية في مؤسسة سميثسونيان. اختيرت الأمثلة بناءً على شهرة الموقعين، متبوعة بتاريخ الإصدار والحالة. استخلص معايير الاختيار الأولية للشهرة من قائمة من الموقعين على العملة الذين كان معروفًا أيضًا أنهم حضروا مؤتمر قانون الطوابع لعام 1765 أو وقعوا على إعلان استقلال الولايات المتحدة، مواد الاتحاد، دستور الولايات المتحدة.
| Colony                    | Value    | Date       | Issue      | First | Note (obv)                                                          | Note (rev)                                                          | Signatures                                                                  |
| ------------------------- | -------- | ---------- | ---------- | ----- | ------------------------------------------------------------------- | ------------------------------------------------------------------- | --------------------------------------------------------------------------- |
| مستعمرة كونيتيكت ‏         | 40s (£2) | 1775-01-02 | £15,000    | 1709  | Connecticut colonial currency, 40 shillings, 1775 (obverse)         | Connecticut colonial currency, 40 shillings, 1775 (reverse)         | Elisha Williams, Thomas Seymour, Benjamin Payne                             |
| مستعمرة ديلاوير ‏          | 4s       | 1776-01-01 | £30,000    | 1723 ‏ | Delaware colonial currency, 4 shillings, 1776 (obverse)             | Delaware colonial currency, 4 shillings, 1776 (reverse)             | جون مكينلي, Thomas Collins, Boaz Manlove                                    |
| مقاطعة جورجيا ‏            | $40      | 1778-05-04 | £150,000   | 1735  | Georgia colonial currency, 40 dollars, 1778 (obverse)               | Georgia colonial currency, 40 dollars, 1778 (reverse)               | Charles Kent, وليام فيو, Thomas Netherclift, William O’Bryen, Nehemiah Wade |
| Maryland                  | $1       | 1770-03-01 | $318,000   | 1733  | Maryland colonial currency, 1 dollar, 1770 (obverse)                | Maryland colonial currency, 1 dollar, 1770 (reverse)                | John Clapham, Robert Couden                                                 |
| Massachusetts             | 2s       | 1741-05-01 | £50,000    | 1690  | Massachusetts colonial currency, 2 shilling, 1741 (obverse)         | Massachusetts colonial currency, 2 shilling, 1741 (reverse)         | Robert Choate, Jonathan Hale, John Brown, Edward Eveleth                    |
| مقاطعة نيو هامبشاير ‏      | $1       | 1780-04-29 | $145,000   | 1709 ‏ | New Hampshire colonial currency, 1 dollar, 1780 (obverse)           | New Hampshire colonial currency, 1 dollar, 1780 (reverse)           | James McClure, Ephraim Robinson, Joseph Pearson, جون تايلور جيلمان (rev)    |
| مقاطعة نيو جيرسي ‏         | 12s      | 1776-03-25 | £100,000   | 1709 ‏ | New Jersey colonial currency, 12 shilling, 1776 (obverse)           | New Jersey colonial currency, 12 shilling, 1776 (reverse)           | Robert Smith, John Hart, John Stevens Jr.                                   |
| New York                  | 2s       | 1775-08-02 | £2,500     | 1709  | New York colonial currency, 2 shilling, 1775 (obverse)              | New York colonial currency, 2 shilling, 1775 (reverse)              | John Cruger Jr., William Waddell                                            |
| مقاطعة كارولينا الشمالية ‏ | £3       | 1729-11-27 | £40,000    | 1712  | North Carolina colonial currency, 3 pounds sterling, 1729 (obverse) | North Carolina colonial currency, 3 pounds sterling, 1729 (reverse) | William Downing, John Lovick, Edward Moseley, Cullen Pollock, Thomas Swann  |
| مقاطعة بنسلفانيا ‏         | 20s (£1) | 1771-03-20 | £15,000    | 1723  | Pennsylvania colonial currency, 20 shilling, 1771 (obverse)         | Pennsylvania colonial currency, 20 shilling, 1771 (reverse)         | فرانسيس هوبكنسون, Robert Strettell Jones, William Fisher                    |
| Rhode Island              | $1       | 1780-07-02 | £39,000    | 1710  | Rhode Island colonial currency, 1 dollar, 1780 (obverse)            | Rhode Island colonial currency, 1 dollar, 1780 (reverse)            | Caleb Harris, Metcalf Bowler, جوناثان أرنولد                                |
| South Carolina            | $60      | 1779-02-08 | $1,000,000 | 1703  | South Carolina colonial currency, 60 dollars, 1779 (obverse)        | South Carolina colonial currency, 60 dollars, 1779 (reverse)        | John Scott, John Smyth, Plowden Weston                                      |
| Virginia                  | £3       | 1773-03-04 | £36,384    | 1755  | Virginia colonial currency, 3 pounds sterling, 1773 (obverse)       | Virginia colonial currency, 3 pounds sterling, 1773 (reverse)       | بيتن راندولف (سياسي), جون بلير، الابن, روبرت كارتر نيكولاس سينيور(rev)      |

## العملة القارية

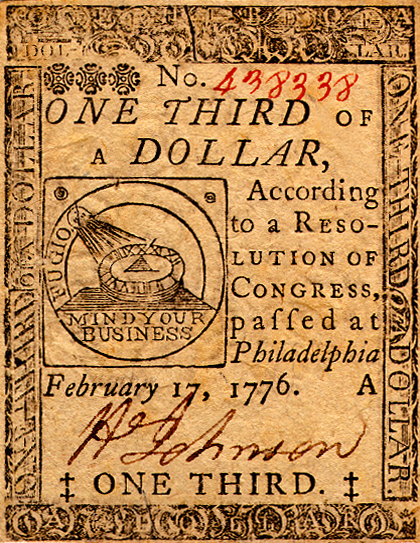
ورقة نقدية من فئة ثلث دولار قارية (الوجه)

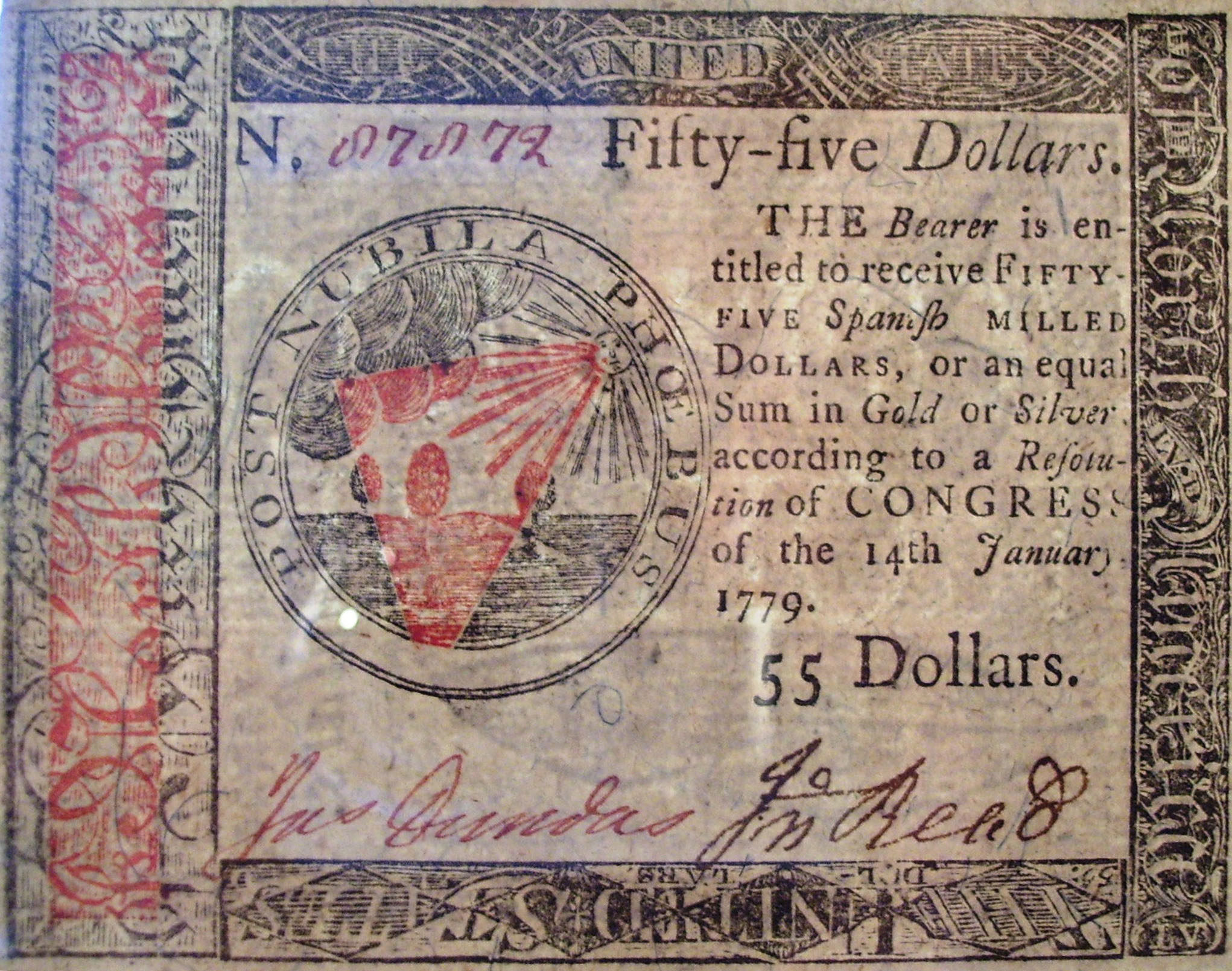
عملة كونتيننتال بقيمة خمسة وخمسين دولارًا صدرت عام 1779

بعد أن بدأت الحرب الثورية الأمريكية في عام 1775، بدأ الكونغرس القاري في إصدار النقود الورقية المعروفة باسم العملة القارية، أو القارات. كانت العملة القارية مقومة بالدولار منذ عام 1910.1⁄6 إلى 80 دولار أمريكي ، بما في ذلك العديد من الفئات الفردية بينهما. أثناء الثورة، أصدر الكونغرس 241٬552٬780 دولار أمريكي بالعملة القارية.
قُيم الدولار القاري بالنسبة لعملات الولايات بالأسعار التالية:
انخفضت قيمة العملة القارية بشكل كبير أثناء الحرب، مما أدى إلى ظهور العبارة الشهيرة "لا تساوي عملة قارية". كانت المشكلة الأساسية هي عدم تنسيق السياسة النقدية بين الكونغرس والولايات، التي استمرت في إصدار سندات الائتمان. يرى المؤرخ المالي روبرت إي رايت أن "البعض يعتقد أن الأوراق النقدية المتمردة انخفضت قيمتها لأن الناس فقدوا الثقة بها أو لأنها لم تكن مدعومة بأصول ملموسة". لم يكن الأمر كذلك. كان عددهم كبيرًا جدًا. لم يكن لدى الكونغرس والولايات الإرادة أو الوسائل اللازمة لسحب الأوراق النقدية من التداول من خلال الضرائب أو بيع السندات.
كانت مشكلة أخرى وهي أن البريطانيين شنوا حرباً اقتصادية بنجاح من خلال تزوير العُملة القارية على نطاق واسع. كتب بنيامين فرانكلين في وقت لاحق:
كان أداء الفنانين الذين وظفوهم متقنًا لدرجة أن كميات هائلة من هذه العملات المزيفة، الصادرة عن الحكومة البريطانية في نيويورك، انتشرت بين سكان جميع الولايات، قبل اكتشاف الاحتيال. أدى هذا إلى انخفاض قيمة العملة بشكل كبير.

بحلول نهاية عام 1778، احتفظت الدول القارية بـ1⁄5 إلى1⁄7 من قيمتها الاسمية. بحلول عام 1780، أصبحت قيمة الفواتير1⁄40 من قيمتها الاسمية. حاول الكونغرس إصلاح العملة عن طريق إزالة الأوراق النقدية القديمة من التداول وإصدار أوراق نقدية جديدة، لكن دون جدوى. بحلول شهر مايو من عام 1781، أصبحت العملات القارية عديمة القيمة لدرجة أنها توقفت عن التداول كعُملة. أشار فرانكلين إلى أن انخفاض قيمة العملة كان بمثابة ضريبة لدفع تكاليف الحرب.
لهذا السبب، رفض بعض الكويكرز، الذين لم تسمح لهم مسالمتهم بدفع ضرائب الحرب، استخدام الأوراق النقدية القارية، كما منع اجتماع سنوي واحد على الأقل أعضائه رسميًا من استخدام الأوراق النقدية. في 1790، بعد التصديق على دستور الولايات المتحدة، أصبح من الممكن استبدال العملات القارية بسندات الخزانة بنسبة 1% من القيمة الاسمية.
بعد انهيار العملة القارية، عين الكونغرس روبرت موريس ليكون المشرف على المالية في الولايات المتحدة. دعا موريس إلى إنشاء أول مؤسسة مالية معتمدة من قِبل الولايات المتحدة، وهي بنك أمريكا الشمالية، في عام 1782. مول البنك جزئيًا من خلال العملات المعدنية الذهبية التي أقرضت فرنسا الولايات المتحدة لها. ساعد موريس في تمويل المراحل النهائية من الحرب من خلال إصدار أوراق نقدية باسمه، مدعومة بخط الائتمان الشخصي الخاص به، والذي كان مدعومًا أيضًا بقرض فرنسي بقيمة 450 دولار أمريكي في العملات الفضية. أصدر بنك أمريكا الشمالية أيضًا أوراقًا نقدية قابلة للتحويل إلى ذهب أو فضة. وترأس موريس إنشاء أول دار سك عملات تديرها حكومة الولايات المتحدة، والتي سكّت أولى العملات المعدنية للولايات المتحدة، وهي أنماط نوفا كونستيلاتو عام 1783.
دَفعت التجربة المؤلمة للتضخم الجامح وانهيار الدولار القاري المندوبين إلى المؤتمر الدستوري إلى تضمين بند الذهب والفضة في دستور الولايات المتحدة حتى لا تتمكن الولايات الفردية من إصدار سندات ائتمان أو "جعل أي شيء سوى العملات الذهبية والفضية وسيلة لسداد الديون". مع ذلك، في قضية جوليارد ضد جرينمان، حسمت المحكمة العليا للولايات المتحدة نقاشًا مستمرًا وساخنًا للغاية حول ما إذا كان هذا القيد على إصدار سندات الائتمان يمتد أيضًا إلى الحكومة الفيدرالية:
بموجب دستور الولايات المتحدة، يُحظر على الولايات المختلفة سكّ النقود، أو إصدار سندات ائتمان، أو استخدام أي عملة غير الذهب والفضة كوسيلة لسداد الديون. ولكن لا يُستنتج من هذا أي نية لحرمان الكونغرس من أيٍّ من هذه الصلاحيات.

## ملحوظات
1. ↑  Visually attractive and early examples were digitized and additional signer research was conducted later.
2. ↑  Obverse and reverse images have been prepared separately for table preparation purposes. Some of the notes obverse-reverse are not on the same orientation which would make single images containing both distracting.
3. ↑  Date of the first issue of paper currency for each of the colonies
4. ↑  Williams, Seymour, and Payne (among others) were appointed to a committee to print and sign currency for the Colony of Connecticut in the amount of 50,000 pounds.[16]
5. ↑  Newman (2008) indicates the total issue in جنيه إسترليني despite the currency issue in dollars.[19]
6. ↑  O’Bryen, Treasurer of Georgia,[21] was elected to the Continental Congress but did not attend.[22]
7. ↑  Couden served as Mayor of Annapolis from 1785–86 and 1790–91.[25]
8. ↑  Act authorizing Ephraim Robinson and Joseph Pearson to countersign New Hampshire currency.[29]
9. ↑   Waddell was a New York City Alderman (1773–77) with the authority to sign currency issued to fund the "water works" under construction near Broadway and Chambers streets.[34]
10. ↑  Downing served as Speaker of the House of Burgesses from 1735 to 1739.[37]
11. ↑  Lovick was a member of the House of Burgesses.[38]
12. ↑  Pollock was a member of the House of Burgesses.[39]
13. ↑  Swann served as Speaker of the House of Burgesses in 1729.[37]
14. ↑  Hopkinson, Jones, and Fisher authorized to sign Pennsylvania currency.[42]
15. ↑  Act passed June 1780 authorizing Harris and Bowler to sign Rhode Island currency.[45]
16. ↑  Scott, Smyth, and Weston (among others) were appointed commissioners with the authority to print and sign one million dollars of South Carolina currency.[48]

## فهرس
- Allen، Larry (2009). The Encyclopedia of Money (ط. 2nd). Santa Barbara, California: ABC-CLIO. ISBN:978-1-59884-251-7.
- Flynn, David (16 Mar 2008). "Credit in the Colonial American Economy". In Whaples, Robert (ed.). Credit in the Colonial American Economy – EH.net. EH.Net Encyclopedia (بالإنجليزية الأمريكية). Retrieved 2025-06-30.
- Michener, Ron (8 Jun 2003). "Money in the American Colonies". In Whaples, Robert (ed.). Money in the American Colonies – EH.net. EH.Net Encyclopedia (بالإنجليزية الأمريكية). Archived from the original on 2025-06-16. Retrieved 2025-06-30.
- Newman، Eric P. (1990). The Early Paper Money of America (ط. 3rd). Iola, Wisconsin: Krause Publications. ISBN:0-87341-120-X.
- Newman، Eric P. (2008). The Early Paper Money of America (ط. 5th). Iola, Wisconsin: Krause Publications. ISBN:978-0-89689-326-9.
- Wright، Robert E. (2008). One Nation Under Debt: Hamilton, Jefferson, and the History of What We Owe. New York: McGraw-Hill. ISBN:978-0-07-154393-4.

## قراءة إضافية
- بروك، ليزلي ف. عملة المستعمرات الأمريكية، 1700-1764: دراسة في التمويل الاستعماري والعلاقات الإمبراطورية. رسائل دكتوراه في التاريخ الاقتصادي الأمريكي. نيويورك: دار أرنو للنشر، 1975.(ردمك 0-405-07257-0)رقم ISBN 0-405-07257-0 .
- إرنست، جوزيف ألبرت. المال والسياسة في أمريكا، 1755-1775: دراسة في قانون العملة لعام 1764 والاقتصاد السياسي للثورة . تشابل هيل: مطبعة جامعة نورث كارولينا، 1973.(ردمك 0-8078-1217-X)رقم ISBN 0-8078-1217-X .

## روابط خارجية
- Currency Issues to Overcome Depressions in Pennsylvania, 1723 and 1729
- Creating the U.S. Dollar Currency Union,1748–1811: A Quest for Monetary Stability or a Usurpation of State Sovereignty for Personal Gain?